# トマス・ウッドコック
トマス・ウッドコック（英: Thomas Woodcock,KCVO DL FSA、1951年5月20日 - ）は、イギリスの紋章院付紋章官、系譜学者。イギリス最高位の紋章官ガーター主席紋章官を務めた。

## 経歴
ダラム大学及びケンブリッジ大学に学ぶ。1975年に当時のガーター主席紋章官アンソニー・ワグナーの研究助手となり、紋章官としての経歴を歩み始める。1978年に赤十字紋章官補となる。1982年にはサマセット紋章官に昇進している。さらに、1997年には上級紋章官であるノロイ・アルスター統括紋章官に就任した。2010年4月には最高位の紋章官ガーター主席紋章官に任官した。その後、2021年に同紋章官を退任した。
紋章官職以外にも、1990年にロンドン考古協会フェローに選出されている。また、2005年には統監を補佐するランカシャー副統監に就いている。

## 栄典

彼個人の紋章のエスカッションを描いたもの

### 勲章
ウッドコックは1996年国王誕生日叙勲に際して、ロイヤル・ヴィクトリア勲章ルテナント(LVO)に叙された。続く2011年にはコマンダーに位階を進めている。また、2017年にウィンザー紋章官ウィリアム・ハントの後を受けて、聖ジョン騎士団ジェネラロジストに任じられている。その翌年に同騎士団オフィサーを叙勲した。また、ウッドコックは紋章官引退後の2021年国王誕生日叙勲時にロイヤルヴィクトリア勲章ナイトコマンダー(KCVO)に進んだ。
- - ロイヤル・ヴィクトリア勲章ルテナント（CVO）（2011年）
- - 聖ジョン勲章（英語版）（OStJ）（2018年）
- - ロイヤル・ヴィクトリア勲章ナイトコマンダー（KCVO）（2021年）

### その他
- ランカシャー副統監[10]
- ロンドン考古協会フェロー（FSA）[8]